# Gastrochilus matsuran
Gastrochilus matsuran — многолетнее трявянистое растение семейства Орхидные.
Вид не имеет устоявшегося русского названия, в русскоязычных источниках используется научное название Gastrochilus matsuran.
Японские названия: マツラン, 松蘭; ベニカヤラン, 紅榧蘭.

## Синонимы
По данным Королевских ботанических садов в Кью. 

Гомотипные синонимы:
- Saccolabium matsuran Makino, 1902 basionym

Гетеротипные синонимы:
- Gastrochilus rupestris Fukuy., 1935
- Saccolabium rupestre (Fukuy.) S.Y.Hu, 1973

## Биологическое описание
Миниатюрное моноподиальное растение.
Длина побегов 1—5 см.
Корни светло-серо-зелёные, могут расти от ствола в любой точке, 5—7 мм в длину и около 1 мм в ширину.
Генеративные побеги начинают формироваться в конце лета.
Листья 7—20 мм длинный, 3—5 мм шириной, светло-зелёные, слабо или сильно пятнистые. Пятнышки тёмно-пурпурно-фиолетовые (существует не пятнистая форма epunctatus).
Соцветие несёт 3—8 цветков.
Цветки бледно-жёлтого или бледно-зеленого цвета, согласно другому источнику: ярко-зелёного, отмеченные тёмно фиолетовым; 3—3.5 мм в диаметре, согласно другому источнику: не более 10 мм в диаметре. Цветение в мае-июне.
Встречаются формы с чисто-зелёными и белыми цветками. Стручки большие, возможно, в два раза больше цветков, вытянутые и ребристые.

## Ареал
Япония (Хонсю (к югу от префектуры Мияги), Сикоку, Кюсю), Корея.
Эпифиты на стволах и ветвях деревьев (обычно Cryptomeria japonica и Chamaecyparis obtusa) в старых лесах, во влажных местообитаниях. Несмотря на то, что Gastrochilus matsuran предпочитает селиться на хвойных деревьях, его можно встретить и на стволах лиственных, на мхах и лишайниках. Здесь он может образовывать крупные куртины.
В местах естественного произрастания зимние температуры могут опускаться до отметок менее чем 5 °C или ниже, или оставаться около нуля на целые недели. Летом температура часто превышает 30 °С и редко опускается ниже 26 °С.
В природе редок. Относится к числу охраняемых видов (II приложение CITES).

## В культуре
Наиболее предпочтительна посадка на блок.
В культуре, Gastrochilus matsuran требует хорошей освещенности и коротких промежутков между поливами, когда корни могут полностью просохнуть.
В природе этот вид способен переносить температуры ниже нуля в течение длительного периода. По всей видимости, его можно выращивать на улице в районах с зонами морозостойкости от 8b до более тёплых, при условии, что лето достаточно тёплое и влажное.